# Bruno Battaglia
Bruno Battaglia (Catania, 18 gennaio 1923 – Padova, 17 giugno 2011) è stato un biologo italiano, è stato un biologo evoluzionista, docente emerito di Genetica della facoltà di Scienze Matematiche, Fisiche e Naturali dell'Università di Padova. Cofondatore della prima base scientifica italiana in Antartide e socio nazionale dell'Accademia dei Lincei. Socio dell'Istituto Veneto di Scienze Lettere ed Arti.

## Biografia e carriera
Bruno Battaglia conseguì la laurea nel 1944 in scienze biologiche a Catania e iniziò la sua carriera di insegnante presso prima al liceo di Canicattì: incarico breve, perché presto decise di trasferirsi a Merano.
È a Merano che conobbe e sposò Laura Tomezzoli, che sarà la compagna della sua vita.
Battaglia era molto interessato alla carriera di ricercatore e con l'aiuto della moglie riuscì a contattare la Stazione Zoologica di Napoli: lasciò così la tranquillità del lavoro sicuro di insegnante di liceo per diventare assistente precario alla Stazione Zoologica e assistente volontario alla cattedra di genetica dell'Università di Napoli.
La vita a Napoli era difficile perché erano ancora vive le ferite della guerra, ma, in compenso, l'attività alla Stazione Zoologica era straordinaria poiché in quel periodo vi operavano coloro che diverranno i protagonisti della biologia italiana: Giuseppe Montalenti, Alberto Monroy, Francesco Ghiretti e Pietro Omodeo.
Fu Giuseppe Montalenti ad indirizzarlo alla genetica evoluzionistica, consigliandogli la lettura di Genetics and the origins of the Species di Teodosij Dobžanskij, e questo restò l’ambito dei suoi studi e della sua ricerca per tutta la vita.
Al di fuori dell'ambiente scientifico, formò la sua impostazione liberale frequentando il salotto di Benedetto Croce
Bruno Battaglia si trasferì a Padova nel 1953 in qualità di assistente di Umberto D'Ancona, titolare della cattedra di zoologia.
Continuò la ricerca nel laboratorio dell’Istituto e inizia le ricerche su un crostaceo, Tisbe reticulata, che era possibile allevare e far riprodurre in laboratorio.
Era un progetto innovativo poiché poteva approfondire le ricerche su questo organismo applicando le medesime ricerche di genetica che in precedenza erano state fatte sulla Drosophila melanogaste, il moscerino della frutta.
Battaglia presentò i risultati delle sue ricerche al nono Congresso Internazionale di Genetica, ottenendo ampi riconoscimenti anche da Teodosij Dobžanskij e da Ernst Mayr; si aprirono, così, per lui nuovi possibili ambiti di ricerca all'estero che lo tennero lontano dall'Italia fino al 1958.
Battaglia, infatti, partì per il Brasile, dove partecipò ad una missione naturalistica internazionale nella foresta amazzonica, continuando le sue ricerche sulle popolazioni di Drosophila. In seguito si trasferì alla Columbia University, sotto la supervisione di Dobžanskij, lavorando con Dick Lewontin e Francisco Ajala.
Rientrò in Italia nel 1958 per sostenere l’esame di libera docenza in zoologia e in biologia generale e nel 1962 fu tra i primi tre classificati nel concorso di libera docenza in biologia marina.
Nel 1964 succedette al prof. D'Ancona alla cattedra di zoologia e come docente del corso di genetica. Quando la genetica assunse un'importanza rilevante, Battaglia lasciò la cattedra di zoologia e accettò la cattedra di genetica, che conservò fino al pensionamento nel 1998.
Battaglia è stato autore di circa 250 pubblicazioni riguardanti la genetica ecologica e evoluzionistica in organismi marini e lagunari molto citate in pubblicazioni internazionali.
Molti sono stati i riconoscimenti attribuitigli, fra i quali la Medaglia d'oro ai Benemeriti della Scuola, della Cultura e dell'Arte, la Laurea honoris causa dell'Università di Atene, e il Premio Italgas per la Ricerca e l'Innovazione.
Fu membro dell'Accademia Nazionale dei Lincei, dell'Istituto Veneto di Scienze, Lettere e Arti e dell'Accademia Galileiana.